# Maison Schumann (Gdansk)

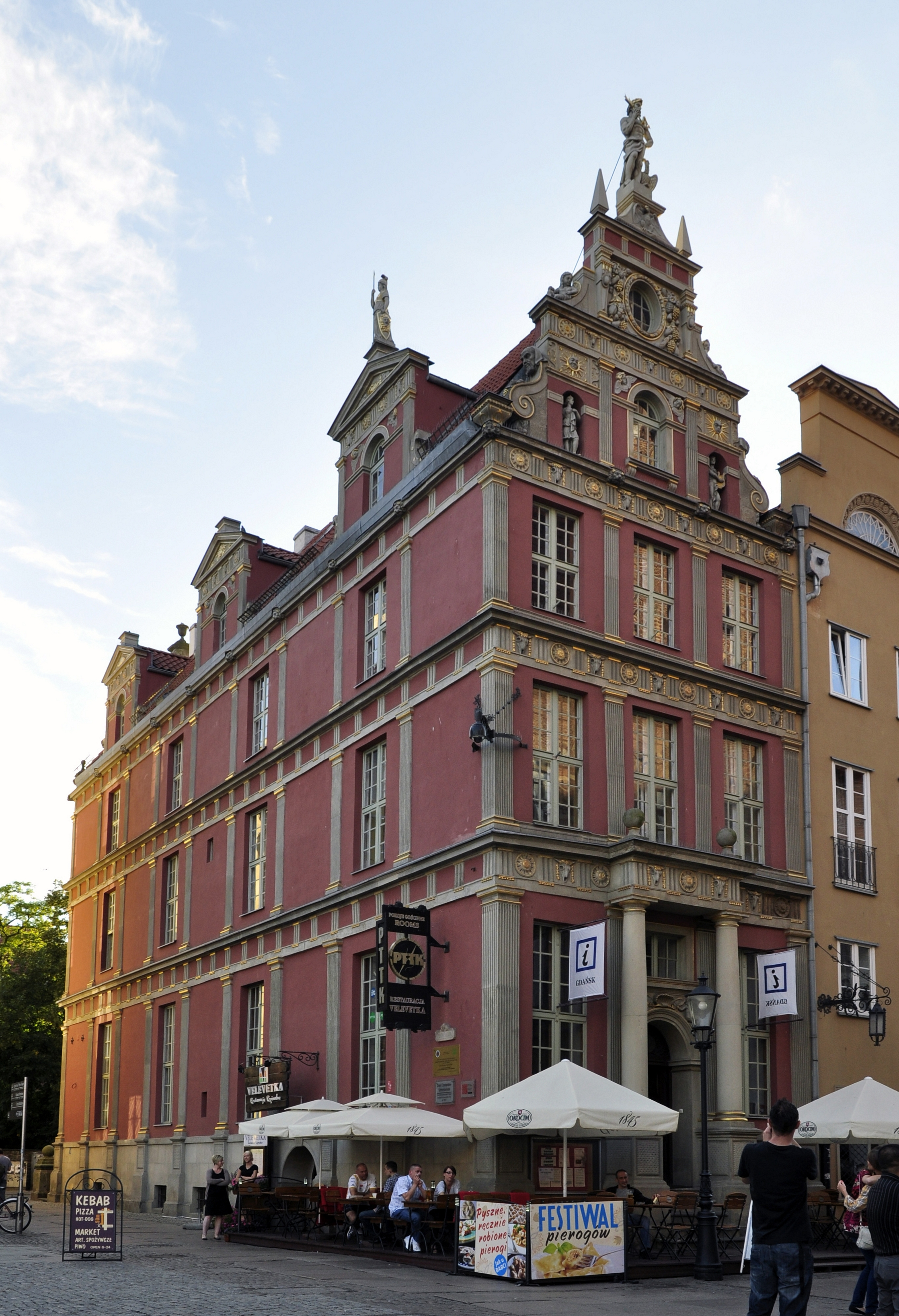
Maison Schumann

La Schumannhaus est une maison bourgeoise Renaissance à Gdańsk,45 Langgasse, à l'angle de Matzkauschegasse.

## Histoire et architecture
La Maison Schumann est la dernière maison sud de maisons de la Langgasse et de l'extrémité ouest du Long Marché. La maison de ville a été construite vers 1560. Elle appartenait à la famille Schumann, dont cinq maires, quatre burgraves royaux et onze conseillers ont émergé.
Le pignon est couronné en son milieu par une statue du dieu Zeus et dans les niches les statues d'Apollon et de Diane. La statue d'Athéna est visible depuis le Long Marché.
Dans la maison se trouve le siège de la Société polonaise du tourisme et des traditions locales (PTTK) ainsi qu'un centre de guides de voyage.

## Littérature
- Maria Bogucka : Vieux Dantzig. Koehler et Amelang, Leipzig 1987,  (ISBN 3-7338-0033-8).